# Thao tác Reidemeister
Trong lĩnh vực toán học của lý thuyết nút thắt, thao tác Reidemeister là ba thao tác trên địa phương của một biểu đồ link. Kurt Reidemeister (1927) và James Waddell Alexander và Garland Baird Briggs (1926) đã độc lập chứng minh rằng hai biểu đồ nút cùng mô tả một nút nếu có một chuỗi các thao tác Reidemeister để biến nút này thành nút kia.

Có 3 loại thao tác Reidemeister:
1. Xoắn hoặc tháo xoắn theo bất kì phía nào.
2. Luồn một dây xuống dưới hay bên trên một dây khác.
3. Luồn một dây qua một điểm giao nhau, giữ nguyên vị trí trên dưới.

Một thao tác không ảnh hưởng đến bất kì phần nào khác của biểu đồ. Các thao tác được đánh số dựa trên số sợi bị ảnh hưởng bởi thao tác đó; chẳng hạn, thao tác loại II ảnh hưởng đến hai sợi trên biểu đồ.
Các thao tác Reidemeister rất quan trọng trong việc định nghĩa các bất biến của nút. Cụ thể, ta có thể định nghĩa một bất biến dựa trên các tính chất không thay đổi của nút sau các thao tác Reidemeister. Nhiều bất biến quan trọng có thể được định nghĩa theo cách này, chẳng hạn như đa thức Jones.
Thao tác loại I là thao tác duy nhất ảnh hưởng đến writhe của một biểu đồ. Thao tác loại III là thao tác duy nhất không thay đổi số giao điểm của một biểu đồ.
Trong vài trường hợp như giải tích Kirby, lớp tương đương mong muốn của các biểu đồ nút không phải là một nút đơn lẻ mà là một tập hợp các nút có độ dày. Vì thế, chúng ta cần thay thao tác loại I bằng một thao tác loại I' mới, định nghĩa bởi hai thao tác loại I ngược chiều. Thao tác loại I' không làm thay đổi độ dày của link và writhe của toàn bộ biểu đồ nút.
Trace (1983) đã chứng minh rằng hai biểu đồ nút của cùng một nút có thể biến đổi qua lại chỉ bằng thao tác loại II và III khi và chỉ khi chúng có cùng writhe và số quấn. Hơn nữa, kết hợp các công trình Östlund (2001), Manturov (2004) và Hagge (2006), ta biết rằng với mọi kiểu nút, có một cặp biểu đồ nút sao cho mọi chuỗi thao tác Reidemeister biến từ biểu đồ này qua biểu đồ kia phải sử dụng cả ba loại thao tác. Alexander Coward đã chứng minh rằng riêng với các biểu đồ link của cùng một nút, tồn tại một chuỗi các thao tác sắp xếp theo thứ tự: các thao tác loại I, loại II, loại III, và cuối cùng là loại II. Các thao tác trước các thao tác loại III tăng số điểm giao nhau trong khi các thao tác sau giảm số điểm giao nhau.
Coward & Lackenby (2014) đã chứng minh rằng để biến đổi giữa hai biểu đồ của cùng một link có tổng cộng n giao điểm, ta cần không quá  {\displaystyle 2^{2^{2^{.^{.^{n}}}}}} thao tác Reidemeister, với chiều cao của tòa tháp lũy thừa này là {\displaystyle 10^{1,000,000n}}.
Lackenby (2015) chứng minh rằng để biến đổi biều đồ của một nút tầm thường có {\displaystyle c} giao điểm thành một nút tầm thường tiêu chuẩn, ta cần không quá {\displaystyle (236c)^{11}} thao tác Reidemeister.
Hayashi (2005) chứng minh rằng tồn tại một chặn trên, phụ thuộc vào số điểm giao nhau, của số thao tác Reidemeister cần thiết để tách một tập hợp các nút.